# Centro Orientamento Educativo
COE-Centro Orientamento Educativo è un'organizzazione non governativa (ONG) legalmente costituita e impegnata in attività di volontariato per la cooperazione internazionale. Il COE viene istituito da don Francesco Pedretti il 16 dicembre 1959 dapprima con sede a Milano e poi a Barzio in provincia di Lecco. L'associazione si è distinta a livello internazionale per il sostegno al cinema africano ed è l'ente che promuove il Festival del Cinema Africano, d'Asia e America Latina di Milano..
L'associazione COE è affiliata con la Diocesi di Milano, l'Associazione ONG Italiane, CoLomba (Cooperazione Lombardia), SO.LE.VOL. (rete di associazioni di volontariato della provincia di Lecco), SIGNIS e con FESTIVALL ("festival dei festival", promosso dal comune di Milano). Dal 1974 fa parte della Federazione degli Organismi Cristiani di Servizio Internazionale Volontario (FOCSIV) - Volontari nel Mondo e partecipa alla Fondazione Missio, organo della Chiesa Italiana per la cooperazione tra le Chiese.
Il COE ha la sua sede centrale a Barzio e sedi a Milano, Roma, Lecco e Santa Caterina Valfurva. Oltre che in Italia, l'istituzione opera anche in 
- Camerun, con sedi a Yaoundé, Douala, Mbalmayo, Garoua e Bafoussam
- Repubblica Democratica del Congo, con sedi a Kinshasa, Rungu e Tshimbulu
- Zambia, con sede a Kafue
- Bangladesh, con sede a Khulna

L'associazione COE collabora con la Fondazione COE (istituita nel 1976 con l'obiettivo di sostenere lo studio dei problemi dell'educazione religiosa) e con la Comunità COE (un'associazione privata riconosciuta dalla Diocesi di Milano che propone a singoli e famiglie di partecipare a un'esperienza di vita comunitaria ed evangelica in una sede del COE).

## Attività
L'attività del COE si concentra in particolare sull'educazione, con particolare attenzione ai giovani e ai formatori.
Negli anni sessanta le attività dell'associazione si concentrano sullo sviluppo della persona, sostenendo l'integrazione tra famiglia, scuola e parrocchia. Nel 1974 viene riconosciuta la sua idoneità alla cooperazione con i paesi in via di sviluppo, poi riconfermata nel 1988. L'attività di cooperazione con i Paesi del Sud del mondo viene realizzata attraverso il coinvolgimento di volontari e si concentra sulla formazione culturale e sulla promozione del cinema e dell'arte come elementi di espressione e crescita personale. A queste attività si affiancano progetti di autosviluppo nel settore sanitario, agricolo, commerciale e dell'habitat. Vengono creati centri di vita comunitaria interculturale sia in Italia che all'estero e si intensificano gli scambi tra volontari e collaboratori locali impegnati nei progetti di sviluppo.
Il 6 gennaio 1981 il COE avvia il suo rapporto con l'Unione Europea. Si intensificano le attività rivolte alla promozione della cinematografia attraverso la distribuzione in Italia di film di registi in particolare africani; viene avviata la produzione e la messa in onda su reti televisive private di programmi di educazione interculturale per adulti e per bambini. Viene istituita la galleria d'arte Artemondo e nel 1991 il Festival cinema africano di Milano.
Il COE realizza attività di cooperazione in Camerun, Repubblica Democratica del Congo, Zambia, Bangladesh, Papua Nuova Guinea, Argentina, Colombia ed Ecuador con progetti nei settori di
- sviluppo sociale e animazione
- educazione
- sanità
- medicina tradizionale
- miglioramento dell'habitat
- sviluppo rurale
- arte, cultura e comunicazione.
- formazione e sviluppo professionale
- emergenza.

Nel 1994 il COE ottiene il riconoscimento giuridico in Zambia, nel 1995 in Camerun, nel 2004 in Ecuador, nel 2009 in Bangladesh e nella Repubblica Democratica del Congo.

### Attività in Camerun
In Camerun il COE svolge attività di animazione e formazione di giovani, educazione, sanità, arte e cultura.
Istituisce e sostiene la Casa dei giovani e della cultura (Maisons des Jeunes et de la Culture) di Douala e Garoua, il Centro di animazione sociale e sanitario (Centre d'Animation Sociale et Sanitaire) di Yaoundé e le attività di animazione culturale del CPS di Mbalmayo, Il Collegio tecnico Nina Gianetti, la Scuola materna e primaria l'Espoir, l'Ospedale Saint Luc di Mbalmayo e quello di Djamboutou a Garoua, il centro sanitario Mgr. Jean Zoa di Yaoundé e i progetti nazionali del Centre Sportif Camerounais e del Centre de Formation des Animateurs Socio-culturels e Centre de Formation Agro-Pastoral CFAP di Garoua. Organizza progetti a sostegno dei ragazzi di strada di Garoua, di integrazione e di educazione dei pigmei Bagyeli e Bakola del sud e il programma “Afang” per la lotta all'Hiv-Aids nella diocesi di Mbalmayo.
In particolare nel settore dell'arte svolge un importante ruolo istituendo l'Istituto di Formazione Artistica di Mbalmayo (l'unica struttura di formazione artistica del Camerun fino al 2010), la tipografia CPS Paul Etoga di Mbalmayo, il centro d'arte applicata, il Centro di formazione e produzione audiovisiva VIDEO PRO di Douala, il Concorso d'arte visiva (art plastique) organizzato annualmente dal 1986 e creando quattro musei nel Nord-Ovest e nell'Ovest del Paese con un progetto ideato e coordinato da Bianca Triaca e realizzato in collaborazione con Jean-Paul Notue, nominato direttore scientifico dei musei: Museo di Baham, Museo di Bandjoun, Museo di Mankon e Museo di Babungo.